# 澄川温泉
澄川温泉（すみかわおんせん）は、秋田県鹿角市にかつてあった温泉。

## 概要
かつては一軒宿「澄川温泉」が存在した。複数の内湯および混浴露天風呂を設置し、湯治部も併設された温泉旅館であった。地熱・蒸気が豊富で、湯治棟は地熱を利用したオンドル式、蒸気を利用した蒸気煮物や喘息に効果のある「ぜんそく吸入蒸気」もあった。裏山には小規模な泥火山も見られた。
温泉横を通る道は、八幡平アスピーテラインが完成する以前は、大沼を経由して八幡平方面に抜ける近道であり、アスピーテライン完成後もハイキングコースとして利用されていた。

## 災害・廃業
1997年5月4日より、飲み水の濁り・基礎のひび割れといった異常現象が発生。10日には小規模な地滑りが起こり、宿泊客・従業員は避難した。5月11日8時過ぎ、大規模な地滑りが発生し、施設は崩壊。温泉は廃業となった。地滑りに伴う土石流は下流の赤川温泉も押し流し、国道341号の赤川橋も破壊して熊沢川の砂防堰堤にまで達した。
この際水蒸気爆発が発生している。

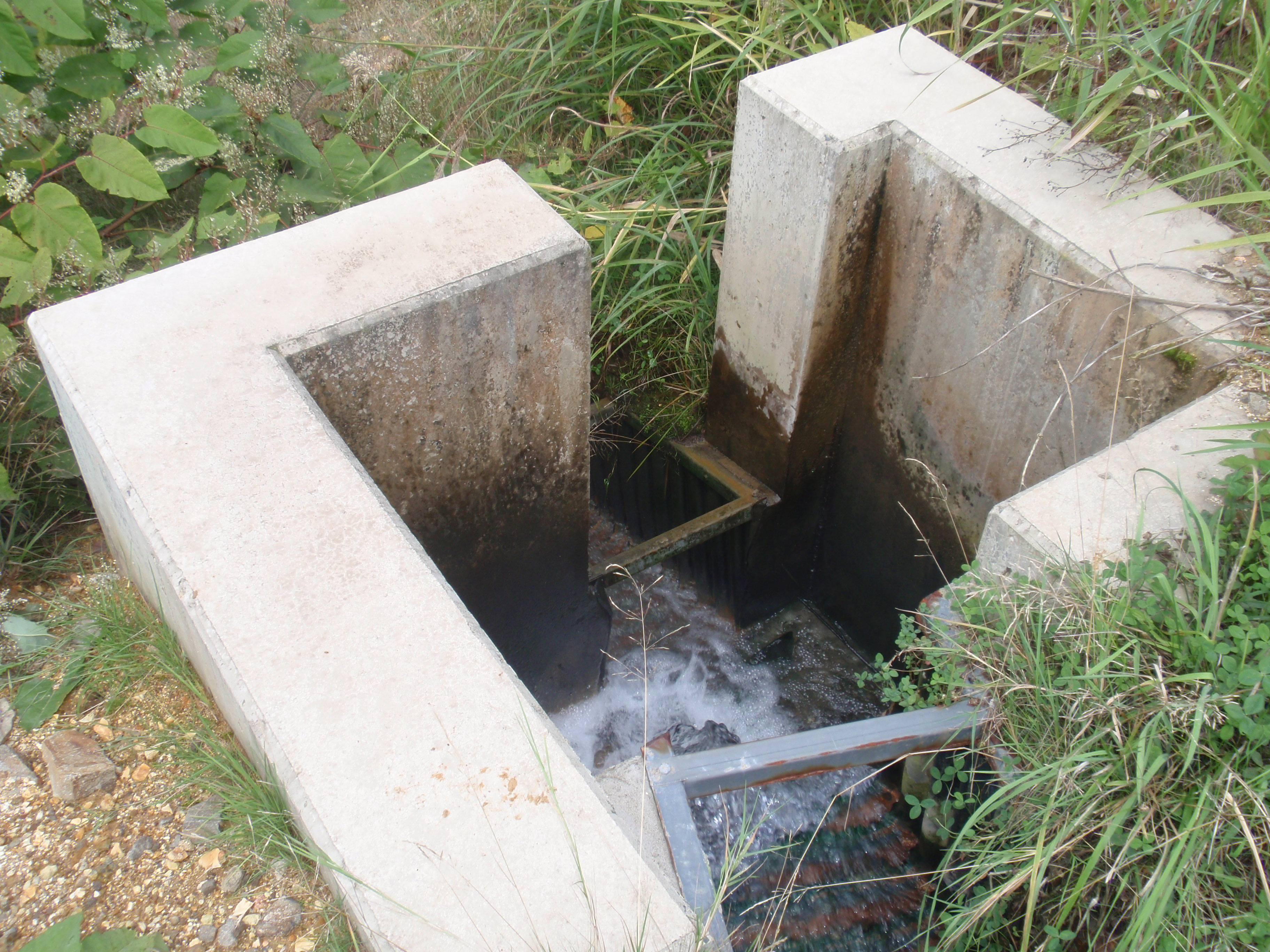
温泉水が流れる排水舛

その後同地では大規模な砂防工事が行われ、斜面に沸き出す温泉水を排水溝で川に流すようになっている。

## 周辺施設
- 澄川地熱発電所